# Na zeleno vejo
Na Zeleno vejo je prvenec slovenskega pisatelja, publicista, glasbenega kritika ter fotografa  Andreja Predina, rojenega v Mariboru, ki je bil prvič objavljen leta 2007. Je družbeni roman, kjer je v ospredje postavljena pristna mariborščina.

## Vsebina
Luka preživlja mladostniška leta devetdesetih let dvajsetega stoletja v velikem mariborskem blokovskem naselju. S svojimi prijatelji odrašča v obdobju po  osamosvojitvi, kjer se vsak odrasel posameznik poskuša prebiti do čimboljšega življenja in prilesti na zeleno vejo. Mladina pa se srečuje z drugačnimi problemi kot so, razumevanje odraslih, osvajanje deklet, pretepi med fanti, dogajanja in nočno življenje ob vikendih in podobno. Roman se je uvrstil med nominirance za nagrado Večernica. Branje predvsem priporočam tistim, ki so svoja najstniška leta preživeli v Mariboru oziroma na njegovih ulicah, kot tudi tistim, ki lezejo na zeleno vejo, ta pa se žal nadležno izmika in takrat pademo iz drevesa.

## Ocene in nagrade
Leta 2008 se je roman prebil med pet nominirancev za nagrado Večernica in je eno od literarnih besedil, izbranih za Cankarjevo tekmovanje 2011/12 z naslovom "Pisave prestolnice kulture".

## Izdaje in prevodi
1.izdaja leta 2007, 2.izdaja leta 2011